# Servizio Austriaco per la Pace
Il Servizio Austriaco per la Pace è una delle tre sezioni del Servizio austriaco all'estero. Offre la possibilità agli obiettori di coscienza (in Austria il servizio militare è ancora obbligatorio) di fare un servizio alternativo all'estero, che dura 12 mesi. Il fondatore di quella associazione senza fini di lucro è Andreas Maislinger, che l'ha fondato nel 1998.
Al momento esistono quattro organizzazioni di cooperazione che offrono impiego agli obiettori di coscienza del Servizio Austriaco per la Pace:
 Israele
- Gerusalemme - Alternative Information Centre (AIC) è un'organizzazione palestinese-israeliana che divulga informazioni, ricerche e analisi politici tanto sulle società palestinese e israeliana quanto sul conflitto israeliano-palestinese.

 Giappone
- Hiroshima - Peace Culture Foundation (HPCF) è specializzato in abolire armi nucleari e creare pace sulla terra.

 Paesi Bassi
- Amsterdam - UNITED for Intercultural Action è il più grande rete contro nazionalismo, razzismo, fascismo e per sostenere i migranti e rifugiati.

 Repubblica Popolare Cinese
- Nanchino - John Rabe and International Safety Zone Memorial Hall è situato nella residenza dell'ex proprietario John Rabe. Il riferimento principale del posto è di commemorare i sforzi eroici di John Rabe e gli altri membri della Nanjing Safety Zone per salvare le vite innocenti durante il Massacro di Nanchino.